# Gareth Cooper
Gareth James Cooper (Bridgend, 7 maggio 1979) è un rugbista a 15 gallese, gioca nel ruolo mediano di mischia.

## Statistiche
(Aggiornate al 20.03.06)
- Presenze in nazionale scozzese (CAP): 31.
- Punti segnati con la nazionale: 30.
- Sei Nazioni disputati: 2001, 2003, 2004, 2005 e 2006.
- Mondiali disputati: 2003.